# Ulysse Nardin

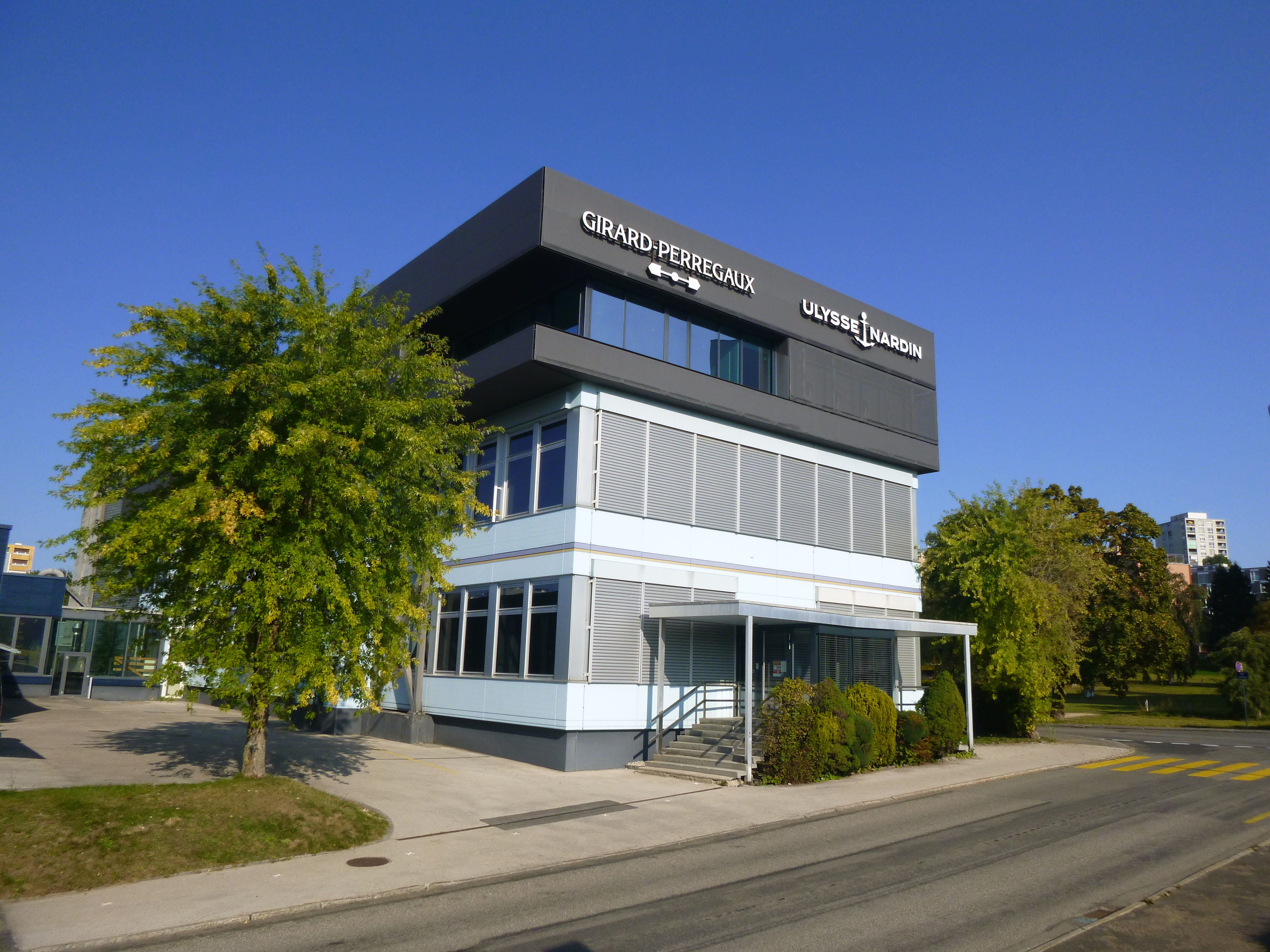
Ein Ulysse Nardin-/Girard-Perregaux-Produktionsgebäude in La Chaux-de-Fonds

Ulysse Nardin ist eine Schweizer Uhrenmanufaktur im Luxussegment in Le Locle im Kanton Neuenburg.

## Geschichte
Der Hugenotte Léonard-Frédéric Nardin (* 1792) war der erste Uhrmacher der Familie. Sein Sohn Ulysse (1823–1876) gründete 1846 im schweizerischen Le Locle eine Uhrenfabrik. Nach dem plötzlichen Tod ihres Gründers ging die Leitung auf seinen noch nicht 20-jährigen Sohn Paul-David Nardin (1855–1920) über, der sich unter anderem auf Schiffschronometer spezialisierte, wofür er 1876 ein erstes Patent anmeldete.
Von 1906 an kaufte die United States Naval Observatory Decksuhren und Taschenuhren bei Ulysse Nardin bis 1942, als die Schweiz von den ringsum okkupierten Staaten isoliert wurde. Schon ab 1940 wurden diese Uhren von der amerikanischen Firma Hamilton kopiert und mit industriellen Methoden weiterentwickelt.
Im Stammhaus wurden Taschenuhren mit Komplikationen wie Kalender, Mondphase, ewigem Kalender, Weckvorrichtung und Schlagwerk gebaut. Um 1900 arbeiteten etwa 300 Mitarbeiter im Werk. Im Uhrenmuseum Le Locle sind einige der Uhren aus dieser Zeit ausgestellt. 
Zu den Olympischen Sommerspielen 1936 wurde eine Armbanduhr für Herren in Edelstahl mit Chronograph und automatischem Aufzug auf den Markt gebracht.
In den Jahren 1982 und 1983 war das Unternehmen nahe der Insolvenz. Zusammen mit weiteren Investoren übernahm der Schweizer Rolf W. Schnyder, der zuvor in Malaysia Fabriken für (Quarz-)Uhrenteile aufgebaut hatte, die desolate Firma, in welcher lediglich noch zwei Personen beschäftigt waren. Zahlreiche historisch und künstlerisch wertvolle Stücke der eigenen Firmensammlung waren verschwunden bzw. gestohlen worden. Binnen weniger Jahre gelang es Schnyder, die Marke „Ulysse Nardin“ wieder in das Spitzenfeld der Schweizer Uhrenhersteller zu bringen. Mit entscheidend für den Erfolg war Schnyders Partner und Freund, der Uhrenkonstrukteur Ludwig Oechslin. 
Am 14. April 2011 verstarb Schnyder unerwartet nach kurzer Krankheit. „Dank der bereits existierenden Nachfolgeregelung kann die operative Geschäftsführung durch die aktuellen Mitglieder der Geschäftsleitung ohne Unterbrechung und im Sinne von Rolf W. Schnyder weitergeführt werden“, teilte das Unternehmen am Tag nach seinem Tod mit.
Seit 2014 gehörte Ulysse Nardin der französischen Luxusgütergruppe Kering (ehemals PPR).
Nach einem Management-Buy-Out gehört Ulysse Nardin seit 2022 der Sowind Group SA.

## Fotografien

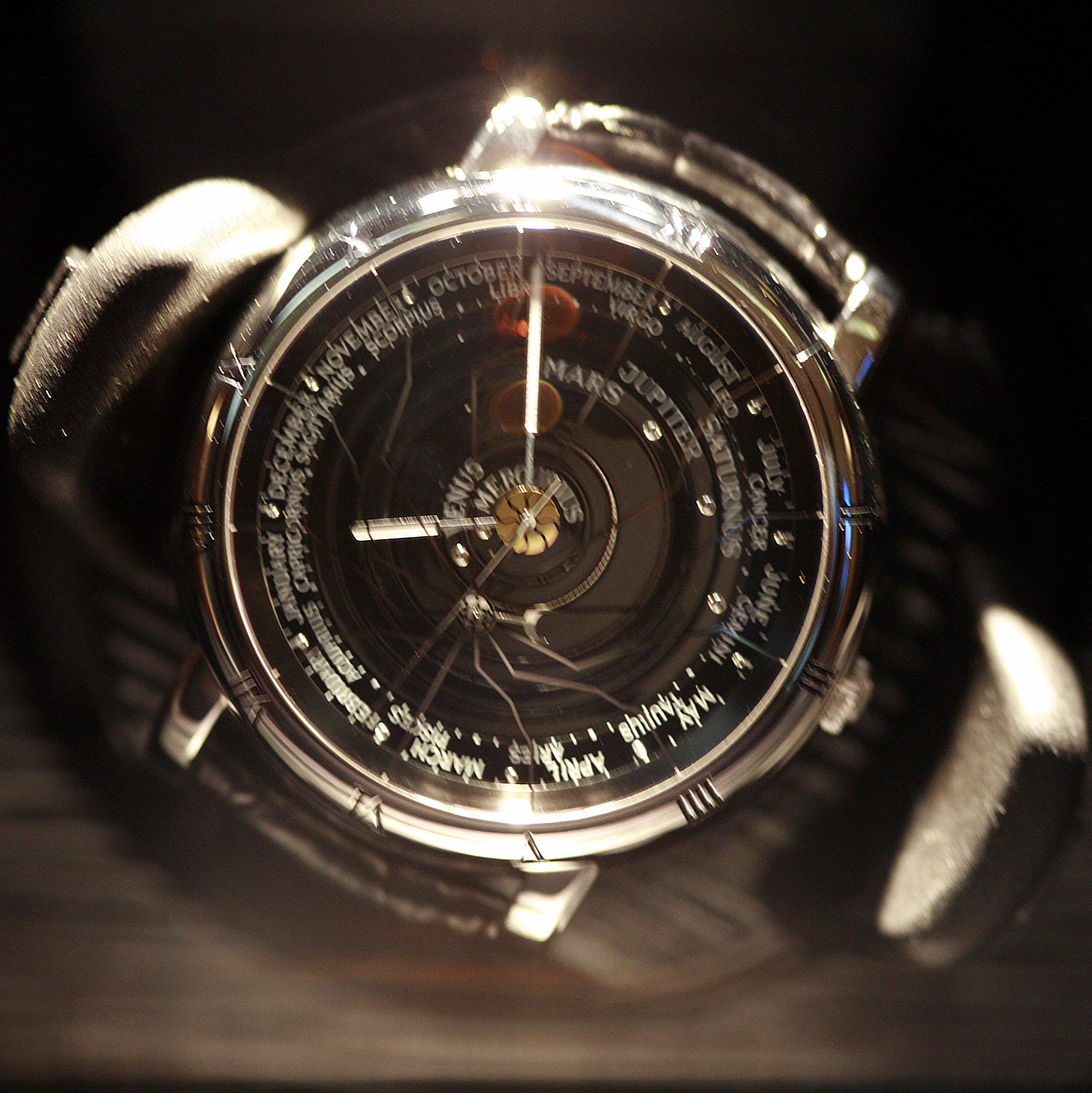
Planetarium Copernicus
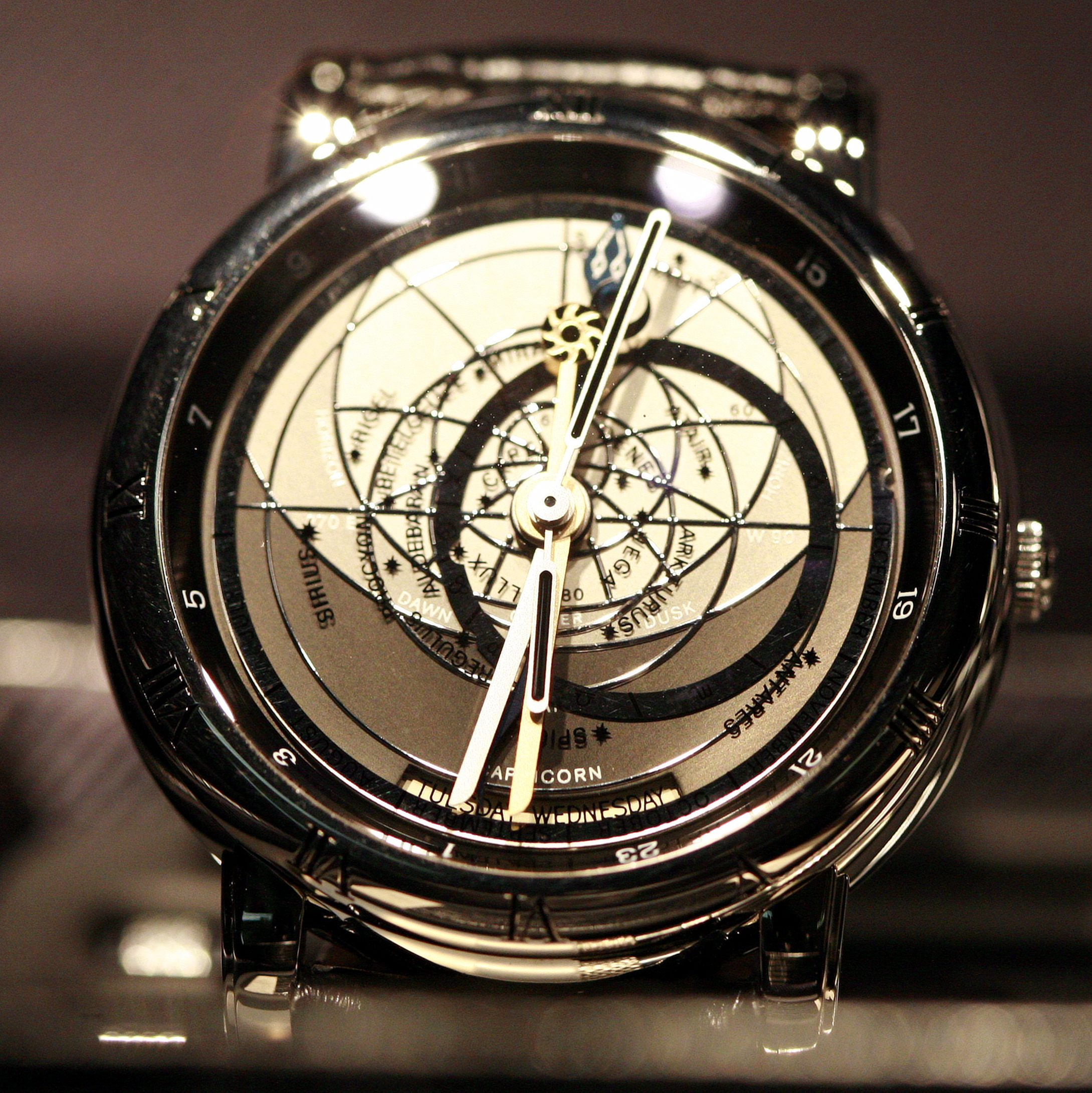
Astrolabium Galileo Galilei
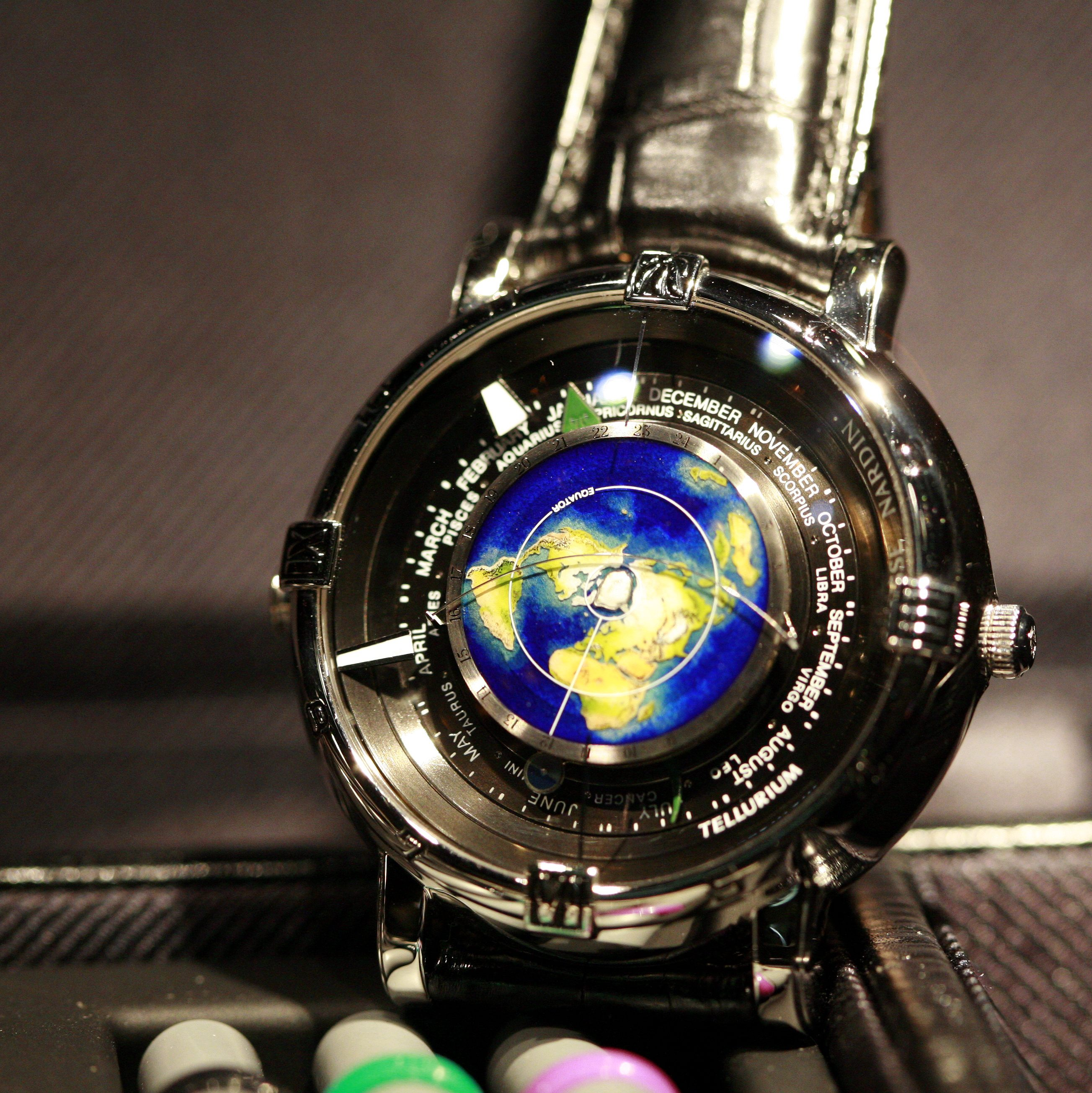
Tellurium Johannes Kepler